# Caesarea Philippi
Caesarea in Thessalia (łac. Diœcesis Cæsariensis Philippi) – stolica historycznej diecezji w Cesarstwie Rzymskim (prowincja Fenicja), współcześnie w Syrii. Za pierwszego jej biskupa uważa się Erasta (ucznia św. Pawła), jednak pewne wzmianki o starożytnych biskupach pochodzą z IV–V wieku. W XIX wieku ustanowiona katolickim biskupstwem tytularnym.

## Biskupi tytularni
| Lp. | Biskup              | Od                | Do                   |
| --- | ------------------- | ----------------- | -------------------- |
| 1   | Cyryl Macarius      | 15 marca 1895     | 19 czerwca 1899      |
| 2   | Giuliano Cabras     | 17 grudnia 1900   | 19 października 1905 |
| 3   | Giuseppe Morticelli | 11 grudnia 1905   | 11 października 1910 |
| 4   | Hermann Zschokke    | 17 listopada 1910 | 23 października 1920 |
| 5   | Antonio Micozzi     | 22 lipca 1921     | 23 grudnia 1927      |
| 6   | Ercole Attuoni      | 15 lipca 1929     | 16 marca 1933        |
| 7   | Francesco Beretti   | 4 lipca 1936      | 25 listopada 1949    |
| 8   | Armando Lombardi    | 13 lutego 1950    | 4 maja 1964          |
| 9   | Lawrence Moran      | 9 listopada 1964  | 15 marca 1970        |
| 10  | Joseph Powathil     | 7 stycznia 1972   | 26 lutego 1977       |
| 11  | Béchara Raï OMM     | 2 maja 1986       | 9 czerwca 1990       |
| 12  | Guy-Paul Noujaim    | 9 czerwca 1990    |                      |